# Maréchal River
Maréchal River är ett vattendrag i Dominica. Det ligger i den centrala delen av landet, 26 km norr om huvudstaden Roseau. Maréchal River ligger på ön Dominica.